# Rákosina (Jistebník)
Rákosina je přírodní rezervace poblíž obce Jistebník v okrese Nový Jičín. Oblast spravuje AOPK ČR Správa CHKO Poodří. Důvodem ochrany je území, které tvoří terestrická rákosina, na niž navazují mokřady, louky a lesní porost. Mělké tůně zarůstající plovoucími vodními rostlinami obklopují společenstva vysokých bažinatých bylin. Zoologicky významná lokalita bezobratlých, obojživelníků apod.